# Quintanilla de Losada
Quintanilla de Losada (en cabreirés Quintaniella)  es una pedanía del municipio de Encinedo en la comarca de Cabrera, en la provincia de León, comunidad autónoma de Castilla y León, en España.
Así describía Pascual Madoz, en la primera mitad del siglo XIX, a Quintanilla de Losada en el tomo XIII del Diccionario geográfico-estadístico-histórico de España y sus posesiones de Ultramar:

Lugar en la provincia de León, partido judicial de Ponferrada y diócesis de Astorga, audiencia territorial y capitanía general de Valladolid, ayuntamiento de la Baña. Situado en la ribera de Losada y parte baja de la jurisdicción de Cabrera; su clima es bastante sano. Tiene 62 casas; escuela de primeras letras; iglesia anejo de Robledo de Losada, bajo la advocación de San Pedro, y buenas aguas potables. Confina con Robledo, Nogar y Ambasaguas. El terreno es de mediana calidad y le fertilizan algún tanto las aguas del río Cabrera. Los caminos son locales. Recibe la correspondencia de la cabeza del partido. Producción: granos, legumbres, lino y pastos; cría ganados y alguna caza. Industria: telares de lienzos del país. Población: 62 vecinos, 234 almas. Contribución con su ayuntamiento.
Pascual Madoz.

## Datos básicos
- Tiene una población de 99 habitantes (INE 2016).*